# Matteo Meneghello
Matteo Meneghello (ur. 8 czerwca 1981 w Abano Terme) – włoski kierowca wyścigowy.

## Kariera

### Formuła 3
Meneghello rozpoczął karierę w wyścigach samochodowych w 2001 roku, od startów we  Włoskiej Formule 3. Dorobek trzynastu punktów w klasie Federal pozwolił mu zdobyć tytuł mistrzowski serii.

### Formuła Renault 2.0
W 2002 roku Matteo rozpoczął starty we  Włoskiej Formule Renault. Z dorobkiem 42 punktów uplasował się na 11 lokacie w klasyfikacji generalnej. Rok później uzbierał 121 punktów w Brytyjskiej Formule Renault. Dało mu to 14 pozycję.

### Formuła Renault 3.5
Po roku startów w Europejskiej Formule Renault V6 zakończonych 22 miejscem, Włoch podpisał w 2005 roku kontrakt z włoską ekipą EuroInternational na starty w Formule Renault 3.5. Uzbierane trzy punkty dały mu 27 pozycję w klasyfikacji generalnej. Rok później w ciągu ośmiu wyścigów z zespołem GD Racing nie zdołał zdobyć punktów.

## Statystyki
| Sezon | Seria                                | Zespół            | Wyścigi | Zwycięstwa | PP | NO | Podium | Punkty | Pozycja |
| ----- | ------------------------------------ | ----------------- | ------- | ---------- | -- | -- | ------ | ------ | ------- |
| 2001  | Włoska Formuła 3 - Federal Class     | Drumel Motorsport |         |            |    |    |        | 13     | 1       |
| 2002  | Włoska Formuła Renault               | Drumel Motorsport | 10      | 0          | 0  | 0  | 0      | 42     | 11      |
| 2003  | Brytyjska Formuła Renault            | Motaworld Racing  | 13      | 0          | 0  | 0  | 0      | 121    | 14      |
| 2004  | Europejski Puchar Formuły Renault V6 | AFC Motorsport    | 13      | 0          | 0  | 0  | 0      | 6      | 22      |
| 2004  | Euro 3000                            | Traini Corse      | 1       | 0          | 0  | 0  | 0      | 0      | NS      |
| 2004  | Formuła 3000 Grand Prix of Portoroz  | CMS Performance   | 1       | 0          | 0  | 0  | 0      | N/A    | 2       |
| 2004  | Formuła 3000                         | Durango           | 1       | 0          | 0  | 0  | 0      | 0      | NS      |
| 2005  | Formuła Renault 3.5                  | EuroInternational | 12      | 0          | 0  | 0  | 0      | 3      | 27      |
| 2006  | Formuła Renault 3.5                  | GD Racing         | 8       | 0          | 0  | 0  | 0      | 0      | 35      |
| 2010  | Superstars International Series      | Ferlito Motors    | 1       | 0          | 0  | 0  | 0      | 0      | NS      |

## Wyniki w Formule Renault 3.5
| Legenda oznaczeń w tabelach wyników Wyświetl szablon na nowej stronie | Legenda oznaczeń w tabelach wyników Wyświetl szablon na nowej stronie                                                                     |
| Oznaczenie                                                            | Wyjaśnienie |
| --------------------------------------------------------------------- | --- |
| Złoty                                                                 | Zwycięzca lub mistrzostwo |
| Srebrny                                                               | 2. miejsce lub wicemistrzostwo |
| Brązowy                                                               | 3. miejsce lub II wicemistrzostwo |
| Zielony                                                               | Ukończył, punktował (w klasyfikacji generalnej, gdy zdobył co najmniej jeden punkt na przestrzeni sezonu, poza trzema powyższymi opcjami) |
| Niebieski                                                             | Ukończył, nie punktował (w klasyfikacji generalnej, gdy nie zdobył co najmniej jednego punktu na przestrzeni sezonu)                      |
| Czerwony                                                              | Nie zakwalifikował się (NZ) |
| Czerwony                                                              | Nie prekwalifikował się (NPK) |
| Różowy                                                                | Nie ukończył (NU) |
| Różowy                                                                | Niesklasyfikowany (NS) (w klasyfikacji generalnej, gdy nie został sklasyfikowany w żadnym wyścigu sezonu)                                 |
| Czarny                                                                | Zdyskwalifikowany (DK) |
| Czarny                                                                | Wykluczony (WYK/EX) |
| Biały                                                                 | Nie wystartował (NW) |
| Biały                                                                 | Kontuzjowany (K/INJ) |
| Biały                                                                 | Wyścig odwołany (OD/C) |
| Bez koloru                                                            | Został wycofany (WYC/WD) |
| Bez koloru                                                            | Nie przybył (NP/DNA) |
| Bez koloru                                                            | Nie brał udziału w treningach (NT/DNP) |
| Bez koloru                                                            | Nie został zgłoszony (–) |
| Pogrubienie                                                           | Start z pole position |
| Kursywa                                                               | Najszybsze okrążenie wyścigu |
| †                                                                     | Nie ukończył, ale jego rezultat został zaliczony ze względu na przejechanie więcej niż 90% dystansu wyścigu.                              |
| *                                                                     | Sezon w trakcie |
| 1/2/3                                                                 | Punktowana pozycja w sprincie kwalifikacyjnym                                                                                             |
| Lista systemów punktacji Formuły 1                                    | |

| Rok  | Zespół            | Wyniki w poszczególnych eliminacjach | Wyniki w poszczególnych eliminacjach | Wyniki w poszczególnych eliminacjach | Wyniki w poszczególnych eliminacjach | Wyniki w poszczególnych eliminacjach | Wyniki w poszczególnych eliminacjach | Wyniki w poszczególnych eliminacjach | Wyniki w poszczególnych eliminacjach | Wyniki w poszczególnych eliminacjach | Wyniki w poszczególnych eliminacjach | Wyniki w poszczególnych eliminacjach | Wyniki w poszczególnych eliminacjach | Wyniki w poszczególnych eliminacjach | Wyniki w poszczególnych eliminacjach | Wyniki w poszczególnych eliminacjach | Wyniki w poszczególnych eliminacjach | Wyniki w poszczególnych eliminacjach | Punkty | Pozycja |
| ---- | ----------------- | ------------------------------------ | ------------------------------------ | ------------------------------------ | ------------------------------------ | ------------------------------------ | ------------------------------------ | ------------------------------------ | ------------------------------------ | ------------------------------------ | ------------------------------------ | ------------------------------------ | ------------------------------------ | ------------------------------------ | ------------------------------------ | ------------------------------------ | ------------------------------------ | ------------------------------------ | ------ | ------- |
| 2005 | EuroInternational | BEL                                  | BEL                                  | MON                                  | VAL                                  | VAL                                  | FRA                                  | FRA                                  | BIL                                  | BIL                                  | DEU                                  | DEU                                  | GBR                                  | GBR                                  | PRT                                  | PRT                                  | ITA                                  | ITA                                  | 3      | 27      |
| 2005 | EuroInternational | NU                                   | 13                                   | NW                                   | -                                    | -                                    | -                                    | -                                    | 16                                   | 17                                   | NU                                   | 13                                   | 12                                   | 16                                   | 20                                   | 14                                   | NU                                   | 8                                    | 3      | 27      |
| 2006 | GD Racing         | ZOL                                  | ZOL                                  | MON                                  | TUR                                  | TUR                                  | ITA                                  | ITA                                  | SFR                                  | SFR                                  | DEU                                  | DEU                                  | GBR                                  | GBR                                  | FRA                                  | FRA                                  | ESP                                  | ESP                                  | 0      | 35      |
| 2006 | GD Racing         | 16                                   | NZ                                   | 18                                   | 18                                   | 11                                   | 18                                   | 20                                   | 17                                   | 18                                   | -                                    | -                                    | -                                    | -                                    | -                                    | -                                    | -                                    | -                                    | 0      | 35      |